# Itàlia
Itàlia (en italià: Italia), oficialment la República Italiana (en italià: Repubblica Italiana), és un Estat europeu situat a la península Itàlica i que inclou les dues illes més grans de la mar Mediterrània, Sicília i Sardenya. Itàlia limita al nord amb França, Suïssa, Àustria i Eslovènia. Els petits estats independents de San Marino i la Ciutat del Vaticà són enclavaments dins el territori italià, mentre que Campione d'Itàlia és un enclavament italià dins de Suïssa.
En l'actualitat, Itàlia és una república democràtica i un país desenvolupat amb el setè producte interior brut més alt del món i el 17è índex de desenvolupament humà més alt. És membre fundador de la Unió Europea, i membre del Grup dels vuit i del Consell de Seguretat de les Nacions Unides.

## Toponímia
L'origen del mot "Itàlia" (de l'italià: Italia), del llatí Ītalia és imprecís. Segons les teories més esteses, el terme va ser un préstec del grec antic i aquest de l'oscà Viteliú, que significa "terra dels bous" en honor del déu del bestiar, Mart. El bou era el símbol de les tribus del sud de la península i sovint era representat banyant el llop romà com a símbol provocador de la Itàlia lliure durant les guerres samnites.
El nom "Italia" es referia a una regió del territori que en l'actualitat és el sud d'Itàlia. D'acord amb Antíoc de Siracusa, originalment només es referia a la porció del sud del Bruttium (l'actual Calàbria), però durant el seu temps el terme ja era sinònim d'Enotris i incloïa la major part de Lucània. Els grecs van començar a fer ús del terme per referir-se a una regió molt més àmplia, però no seria sinó fins als temps de les conquestes romanes que el terme es va estendre per incloure-hi tota la península.

## Geografia física

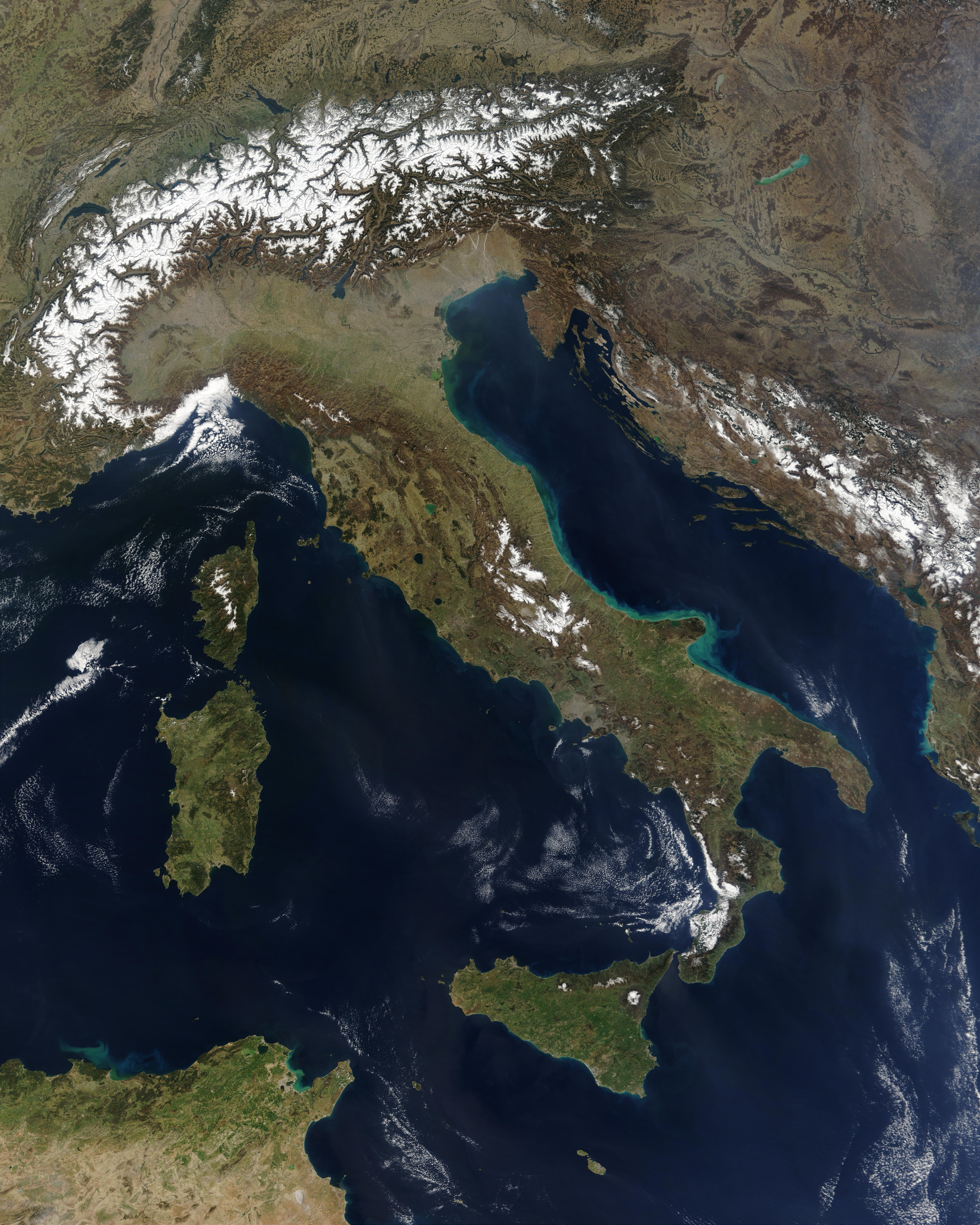
Fotografia d'Itàlia des d'un satèl·lit

Itàlia consisteix en una part continental (plana del Po, plana veneta i els Alps) i, predominantment, en una gran península que s'estén cap al Mar Mediterrani, on junt amb les seves dues principals illes, Sicília i Sardenya, crea masses aquàtiques importants, com el Mar Adriàtic al nord-est i el Mar Jònic al sud-est. Limita al nord amb França, Suïssa, Àustria, i Eslovènia. La serralada dels Apenins forma la columna vertebral de la península, anant des del nord-oest fins on s'uneixen amb els Alps, la cadena muntanyosa que després forma un arc el qual tanca a Itàlia des del nord. Allí es troba també una gran esplanada al·luvial, l'esplanada po-veneciana, drenada pel riu Po i els seus diversos afluents provinents dels Alps, Apenins i Dolomites. El punt més elevat d'Itàlia és el Mont Blanc, tot i que hi ha una disputa geogràfica amb França.
Hi ha diversos volcans actius a Itàlia, com l'Etna, a Sicília, el volcà actiu més gran d'Europa, o el Vesuvi, a prop de Nàpols.
El clima és molt divers, atesa la variació de l'altitud. Així doncs, ens trobem un territori amb clima mediterrani a la costa, clima continental al nord, i clima humit subtropical al sud. El clima de la costa pot diferir molt del clima a altituds molt majors, encara que siguin territoris molt propers, especialment durant els mesos d'hivern en què a les muntanyes el clima és fred, humit, acompanyat de neu, mentre que les regions costaneres gaudeixen d'hiverns més temperats.

## Política i govern

### Estructura constitucional

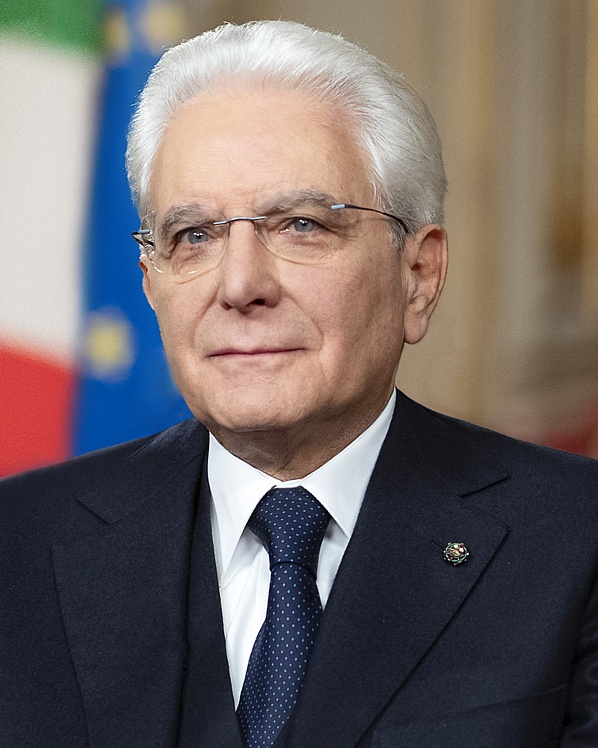
Sergio Mattarella, 12è president de la República

El govern de la República Italiana es basa en el parlamentarisme. El Parlament Italià és bicameral, integrat per la Cambra dels Diputats (Camera dei Deputati) i el Senat de la República (Senato della Repubblica). El poder executiu és constituït pel Consell dels Ministres (Consiglio dei ministri), encapçalat pel Primer Ministre o President del consell dels ministres que és el cap de govern. El cap d'Estat és el President de la República (Presidente della Repubblica), electe cada set anys pel Parlament i un petit nombre de delegats regionals. El president nomena el primer ministre, el qual, al seu torn, nomena els altres ministres. El Consell de Ministres ha de conservar el suport (fiducia) d'ambdues cambres del Parlament.
Les Cambres del Parlament s'elegeixen directament per mitjà d'un sistema electoral complex (esmenat per última vegada el 2005) que combina la representació proporcional i un premi majoritari per a la coalició més gran. Tots els ciutadans italians majors de 18 anys poden votar els diputats. Per poder votar els senadors, tanmateix, n'han de tenir més de 25. La Cambra dels Diputats té 630 membres i el Senat 315 senadors electes. A més, el Senat inclou els expresidents de la República i altres senadors vitalicis designats pel President de la República segons les provisions especials de la constitució. Ambdues cambres es renoven cada cinc anys, però poden ser dissoltes pel President abans de l'expiració del terme si, per falta de qualsevol majoria, el Parlament no pot elegir cap govern.
Una característica única del Parlament Italià és que té representació dels italians a l'estranger (al voltant de 2,7 milions). Dels 630 diputats i els 315 senadors, 12 i 6 són elegits, respectivament, en quatre circumscripcions estrangeres. Aquests representants van ser elegits per primera vegada el 2006 i gaudeixen dels mateixos privilegis que els representants electes a Itàlia.

### Subdivisió administrativa
Itàlia es divideix en diverses regions que, d'acord amb la constitució de 1948, gaudeixen d'autonomia local, en què el paper de la constitució és reconèixer, protegir i promoure l'autonomia local, assegurar que els serveis de l'Estat siguin descentralitzats, i adaptar els principis i les lleis establint l'autonomia i descentralització. No obstant cinc d'aquestes regions (Vall d'Aosta, Friül — Venècia Júlia, Sicília, Sardenya i Trentino-Alto Adige/Tirol del Sud) tenen un estatus autonòmic especial per raó de la seva natura geogràfica, cultural o social i la presència de minories ètniques. Les altres (Llombardia, Ligúria, Vèneto, Piemont, Calàbria, Toscana, Abruços, Basilicata, Campània, Emília-Romanya, Laci, Marques, Molise, Pulla i Úmbria) tenen un estatut comú d'administració. Van ser establertes finalment com a regions durant la dècada de 1970.
Cada regió elegeix un consell i una Giunta Regionale (Junta Regional) encapçalada per un president electe per sufragi directe. La Junta és responsable davant el consell i ha de retenir el vot de confiança del consell. La reforma constitucional del 2001 van ampliar les competències de les regions, en especial quant als poders legislatius; la majoria dels controls de l'Estat van ser abolits.
Les regions se subdivideixen en 109 províncies i aquestes en 8.101 comuns o municipalitats.

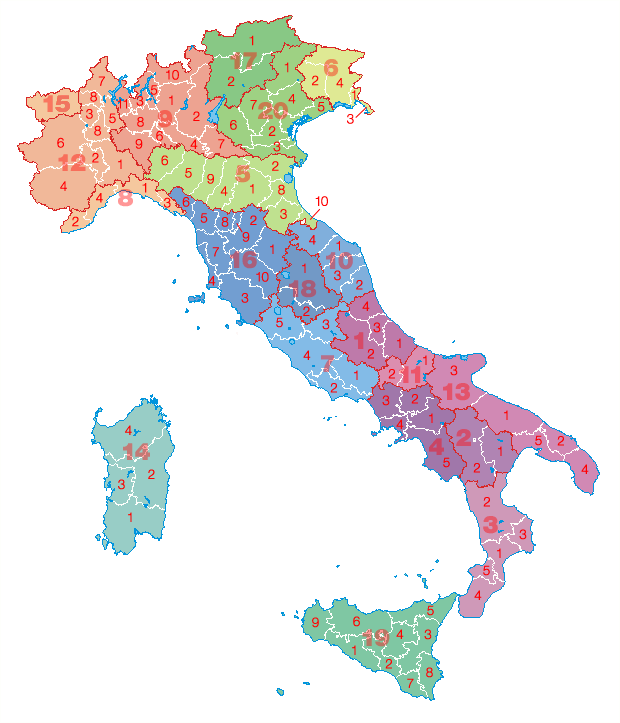
Divisions administratives d'Itàlia.

|    | Regió                              | Capital    | Àrea       | Població  |
| -- | ---------------------------------- | ---------- | ---------- | --------- |
| 1  | Els Abruços                        | L'Aquila   | 10.794 km² | 1.305.000 |
| 2  | Basilicata                         | Potenza    | 9.992 km²  | 594.000   |
| 3  | Calàbria                           | Catanzaro  | 15.080 km² | 2.004.000 |
| 4  | Campània                           | Nàpols     | 13.595 km² | 5.790.000 |
| 5  | Emília-Romanya                     | Bolonya    | 22.124 km² | 4.187.000 |
| 6  | Friül — Venècia Júlia *            | Trieste    | 7.855 km²  | 1.208.000 |
| 7  | Laci                               | Roma       | 17.207 km² | 5.304.000 |
| 8  | Ligúria                            | Gènova     | 5.421 km²  | 1.610.000 |
| 9  | Llombardia                         | Milà       | 23.861 km² | 9.375.000 |
| 10 | Les Marques                        | Ancona     | 9.694 km²  | 1.528.000 |
| 11 | Molise                             | Campobasso | 4.438 km²  | 320.000   |
| 12 | Piemont                            | Torí       | 25.399 km² | 4.341.000 |
| 13 | Apúlia                             | Bari       | 19.362 km² | 4.071.000 |
| 14 | Sardenya*                          | Càller     | 24.090 km² | 1.655.000 |
| 15 | Vall d'Aosta*                      | Aosta      | 3.263 km²  | 123.000   |
| 16 | Toscana                            | Florència  | 22.997 km² | 3.619.000 |
| 17 | Trentino-Alto Adige/Tirol del Sud* | Trento     | 13.607 km² | 985.000   |
| 18 | Úmbria                             | Perusa     | 8.456 km²  | 867.000   |
| 19 | Sicília*                           | Palerm     | 25.708 km² | 5.017.000 |
| 20 | Vèneto                             | Venècia    | 18.391 km² | 4.738.000 |

## Economia

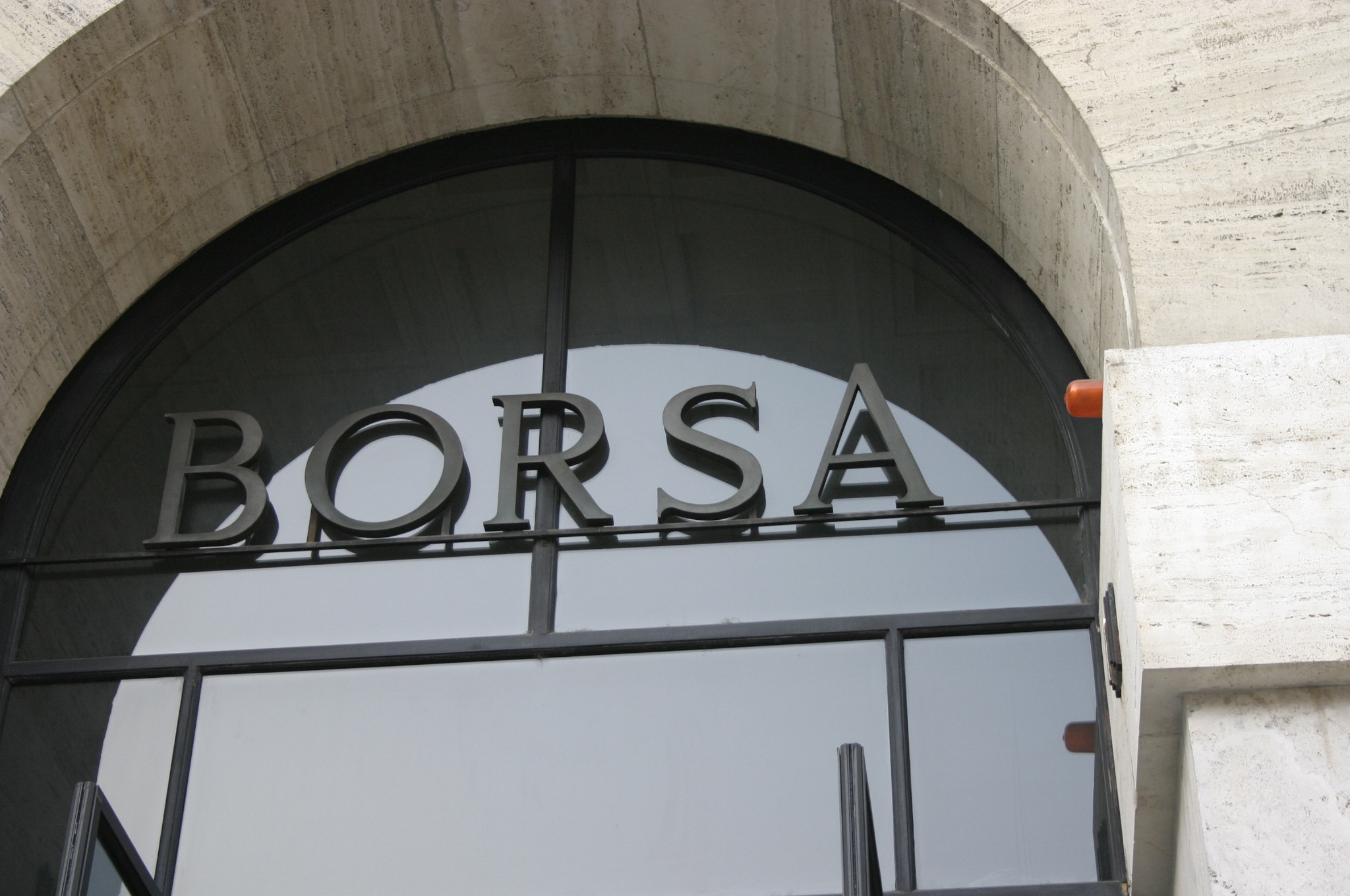
La Borsa de Milà és el mercat de valors més important d'Itàlia

L'economia italiana, segons el càlcul del seu Producte interior brut en paritat de poder adquisitiu és la vuitena més gran del món, i la quarta més gran d'Europa. D'acord amb l'Organització per a la Cooperació i el Desenvolupament Econòmic, el 2004 Itàlia va ser el sisè exportador més gran de béns manufacturats. Econòmicament el país està dividit en dues àrees: una nord industrialitzada, dominada per les empreses privades, i una àrea menys desenvolupada principalment agrícola al sud. L'economia submergida, segons el Ministeri de Finances, s'ha estimat que representa prop del 6% del PIB oficial.
Itàlia posseeix una economia industrial capitalista diversificada, amb pràcticament la mateixa renda per capita que França i el Regne Unit. S'observa una diferència entre el nord industrial i desenvolupat, l'economia de la qual està dominada per les empreses privades, i el sud agrícola, menys desenvolupat i depenent del suport governamental amb una taxa d'atur del 20%. La major part de les matèries primeres necessàries per a la indústria són importades així com més del 75% de l'energia.
Al llarg de l'última dècada, Itàlia ha implementat una política fiscal estricta per assolir els requeriments de les Unions Monetàries i Econòmiques; la inflació i les taxes d'interès s'han mantingut a nivells baixos. El govern actual ha implementat nombroses reformes per tal de millorar la competitivitat i el creixement a llarg termini. No obstant això, la implementació d'altres reformes a curt termini, com ara reduir la càrrega fiscal i reformar el sistema de pensions, encara són un repte, ateses la desacceleració econòmica i l'oposició dels sindicats. El 2006 l'economia va créixer marginalment i la taxa d'atur encara era elevada.
El 2007, el govern italià va implementar diverses reformes importants en el sistema tributari. Primerament, va reduir la taxa de la cohort més elevada de l'impost sobre la renda al 43%. També va incrementar la capacitat tributària de les regions i els municipis. No obstant això, l'impost a les empreses, del 33% no ha estat canviat des del 2004. Les regions gaudeixen també de la capacitat de recaptar impostos per a finançar els serveis de sanitat que varia entre el 4,25 i el 5,25%.
El valor total dels béns exportats el 2006 va ser de 332.000 milions d'euros i el valor de les importacions va ser de 341.000 milions d'euros, amb un dèficit comercial de 9.000 milions d'euros, mentre que el compte corrent també va mostrar un dèficit de 37.700 milions d'euros, equivalent al 2,6% del Producte interior brut.

## Geografia humana i societat

### Demografia

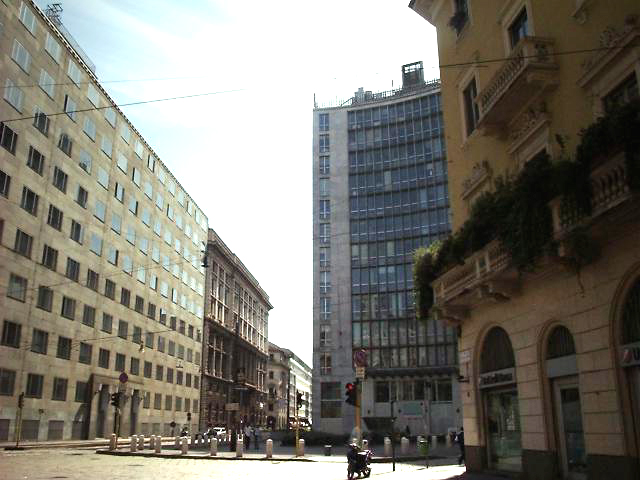
Via Turati de la ciutat de Milà

L'últim report de l'Institut Nacional d'Estadística (ISTAT) va estimar la població en 59.131.287 habitants el desembre del 2006, un increment del 3% des del 2001. La població italiana és la quarta més gran de la Unió Europea (després d'Alemanya, França i el Regne Unit) i la 22a més gran del món. El creixement poblacional és degut principalment a la immigració i a l'increment en l'esperança de vida, que s'ha estimat en 79,81 anys. Malgrat el creixement poblacional, Itàlia està envellint ràpidament. Amb una taxa de fecunditat d'1,35 nens per dona, prop d'un de cada cinc italians és pensionat.
Itàlia té una de les densitats de població més altes d'Europa, amb 198,6 persones per quilòmetre quadrat. La densitat és major a la regió del nord-oest; de fet, dues de les vint regions (Llombardia i Piemont) sumades agrupen el 25% de la població total de l'Estat, dels quals 7,4 milions viuen a la regió metropolitana de Milà, l'àrea metropolitana més poblada. L'alfabetisme arriba al 98%. Aproximadament, dos terços de la població viu en àrees urbanes, una xifra menor al d'altres nacions de l'Europa Occidental.

### Llengües

Mapa de les llengües d'Itàlia

La llengua oficial d'Itàlia és l'italià, una estandarditzaci, del toscà, llengua descendent del llatí. Abans de la reunificació italiana el 1861, aquesta llengua existia només com llengua literària i era parlada per menys del 3% de la població. Nombroses llengües es parlaven a la península, la majoria llengües romances que s'havien desenvolupat a cadascuna de les regions i regnes, a causa de la fragmentació política de la península. Moltes d'aquestes llengües han sobreviscut, sovint impròpiament anomenades dialetti (dialectes).
Massimo d'Azeglio, un dels ministres de Cavour, va declarar, després de la unificació italiana, que ja que s'havia creat Itàlia, només faltava crear italians. Atès el gran nombre de llengües que es parlaven a la península, es va establir que l'italià "correcte" o "estàndard" seria basat en el dialecte florentí de la Toscana (atès que seria la primera regió a produir autors importants com Dante Alighieri). Es va establir un sistema educatiu, la qual cosa va reduir la variació de les llengües amb el temps. No seria fins a la dècada de 1960 que el creixement econòmic i la televisió van permetre la universalització de l'italià.
Els grups minoritaris són petits, essent el major d'aquests el de parla alemanya al sud del Tirol (segons el cens de 1991, la població es troba composta per 287.503 persones de parla alemanya i només 116.914 de parla italiana) i els eslovens al voltant de Trieste. Altres grups minoritaris amb idiomes parcialment oficials inclouen la minoria de parla occitana a la regió de la Vall d'Aosta; els sards, el català, el friülès, el vènet i el ladí a les muntanyes dolomites, essent tots idiomes romanços.

### Educació
L'educació a Itàlia és gratuïta i obligatòria entre els 6 i 16 anys. Consta de cinc nivells: scuola dell'infanzia, scuola primaria, scuola secondaria di primo grado, scuola secondaria di secondo grado i università.
La universitat més antiga del país i de tot Occident és la Universitat de Bolonya. Per altra banda, entre les institucions politècniques sobresurten el Politècnic de Torí i el de Milà, la Universitat de Roma "La Sapienza" i la Universitat de Milà, totes amb presència habitual als llistats dels millors centres d'estudi en el camp científic.

### Religió

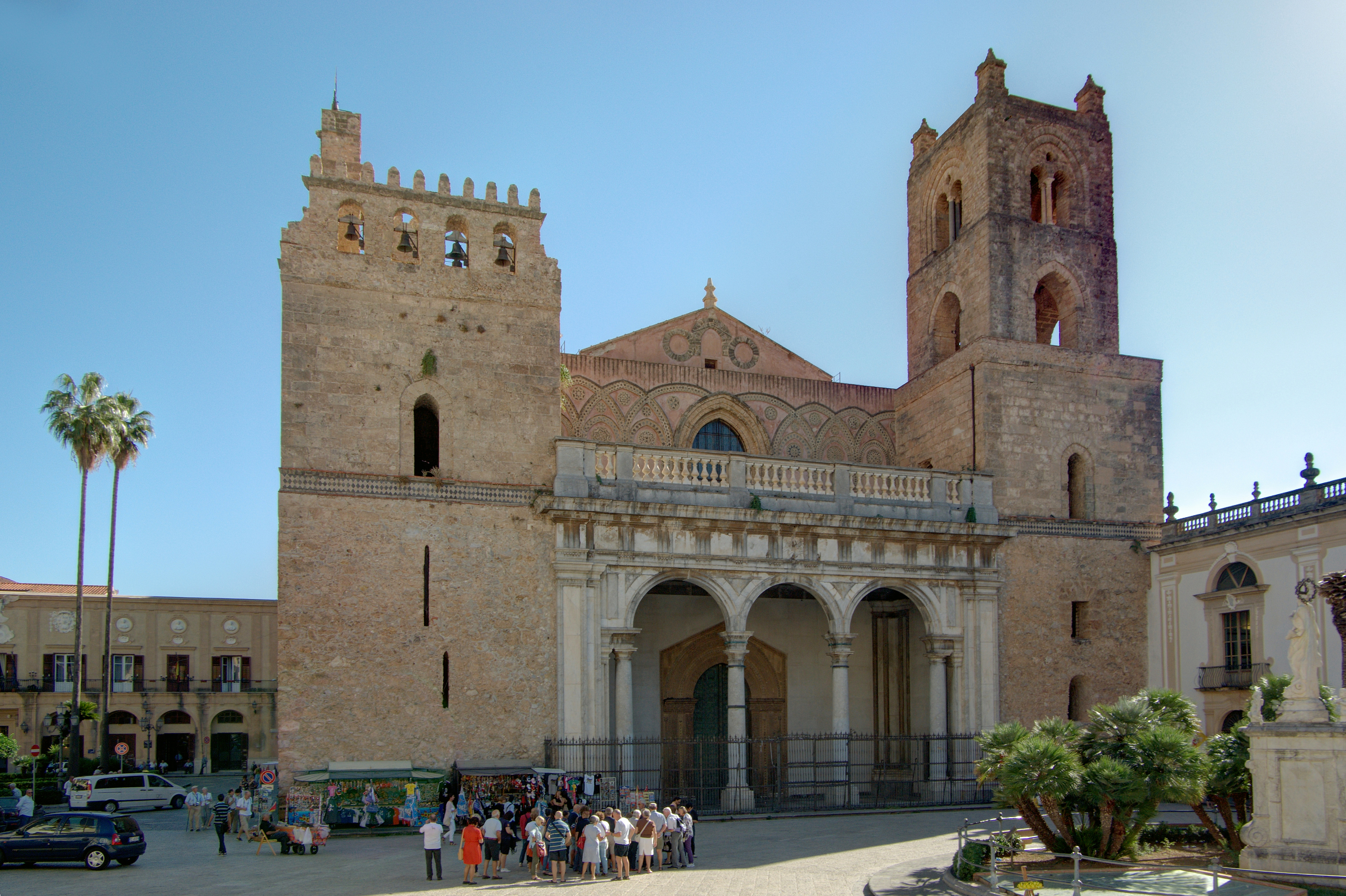
Catedral de Monreale a Sicília

El catolicisme romà és la religió més gran de l'Estat italià. Tot i que ja no n'és la religió oficial, encara té un paper important en els afers polítics nacionals, en part a causa de la locació de la Santa Seu dins Roma. El 87,8% dels italians s'identifiquen com a catòlics, encara que només el 37% és practicant o membre actiu.
Altres grups cristians a Itàlia són els cristians ortodoxos orientals i els cristians ortodoxos grecs. Els grups protestants més nombrosos són els pentecostals i evangèlics que agrupen 500.000 persones. Els Testimonis de Jehovà s'han estimat en 235.685 persones. Com a resultat de les onades recents d'immigració d'altres regions el món, hi ha a prop de 800.000 musulmans.

## Cultura i lleure

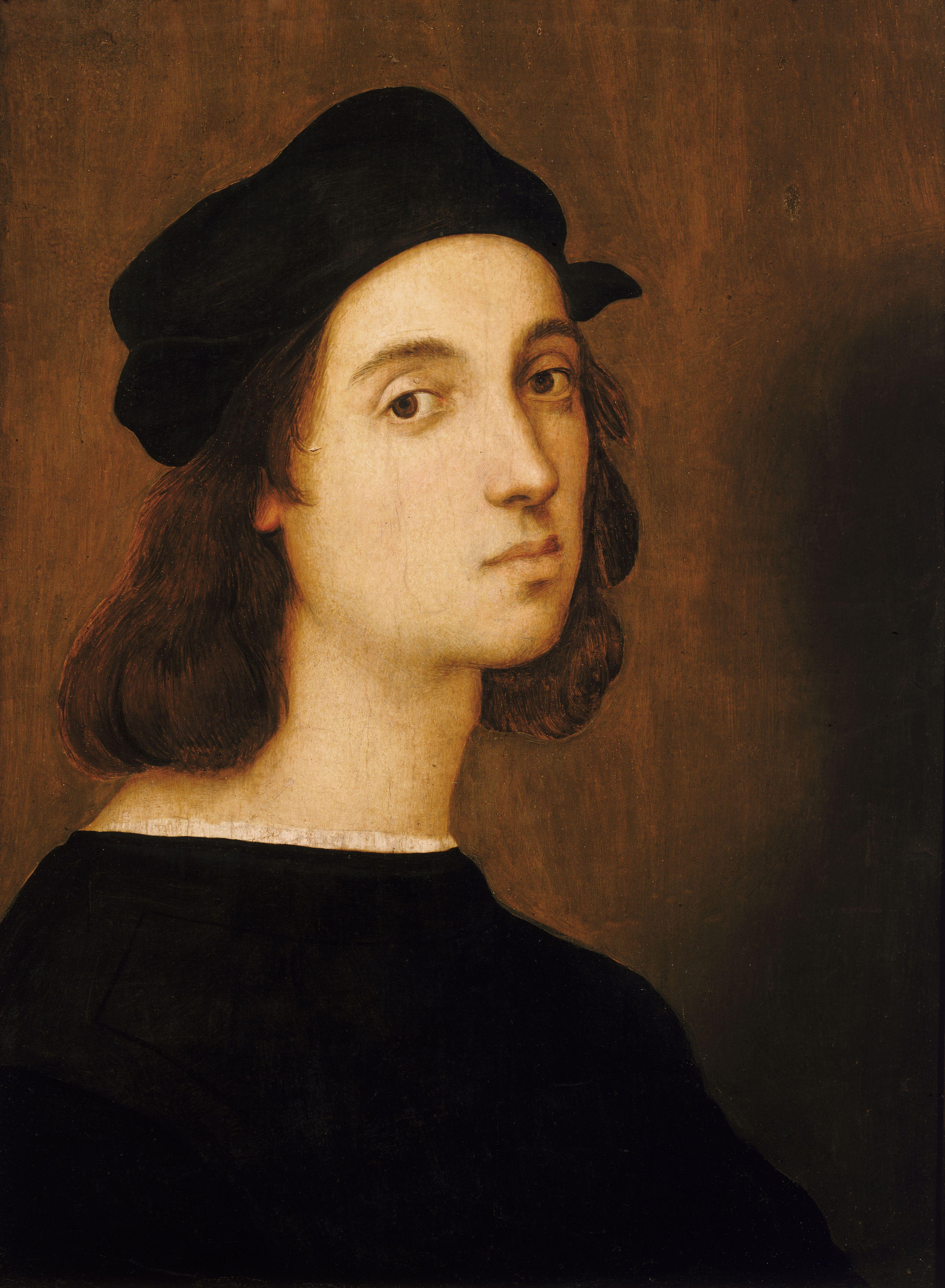
Rafael.

Itàlia, com a Estat, no existia abans de la unificació dels diversos regnes i repúbliques el 1861. A causa de la seva unificació relativament tardana, així com de l'autonomia històrica de les diverses regions que comprenen la península Itàlica, moltes de les tradicions i costums que en l'actualitat reconeixem com a italianes poden, alhora, identificar-se d'acord amb la seva regió d'origen. La contribució italiana al patrimoni cultural i històric d'Europa és immens: Itàlia és la llar del nombre més gran de llocs designats com a Patrimoni de la Humanitat del món.

### Gastronomia
La gastronomia d'Itàlia reflecteix la varietat cultural de les seves regions així com la diversitat de la seva història. La cuina italiana està inclosa dins de l'anomenada gastronomia mediterrània i, com a dieta mediterrània, ha estat declarada Patrimoni Cultural Immaterial de la Humanitat per la Unesco. Actualment és imitada i practicada a tot el món i se'n destaquen plats tan famosos com la pizza, la pasta, el risotto i el gelat.

### Arts visuals
Itàlia ha estat la llar de diversos moviments artístics i intel·lectuals al llarg de la seva història, els quals s'han estès per tot Europa i més enllà, com ara el Renaixement i el Barroc. Alguns dels grans artistes visuals italians són Miquel Àngel, Leonardo da Vinci, Donatello, Botticelli, Fra Angelico, Tintoretto, Caravaggio, Bernini, Ticià i Rafael.

### Literatura

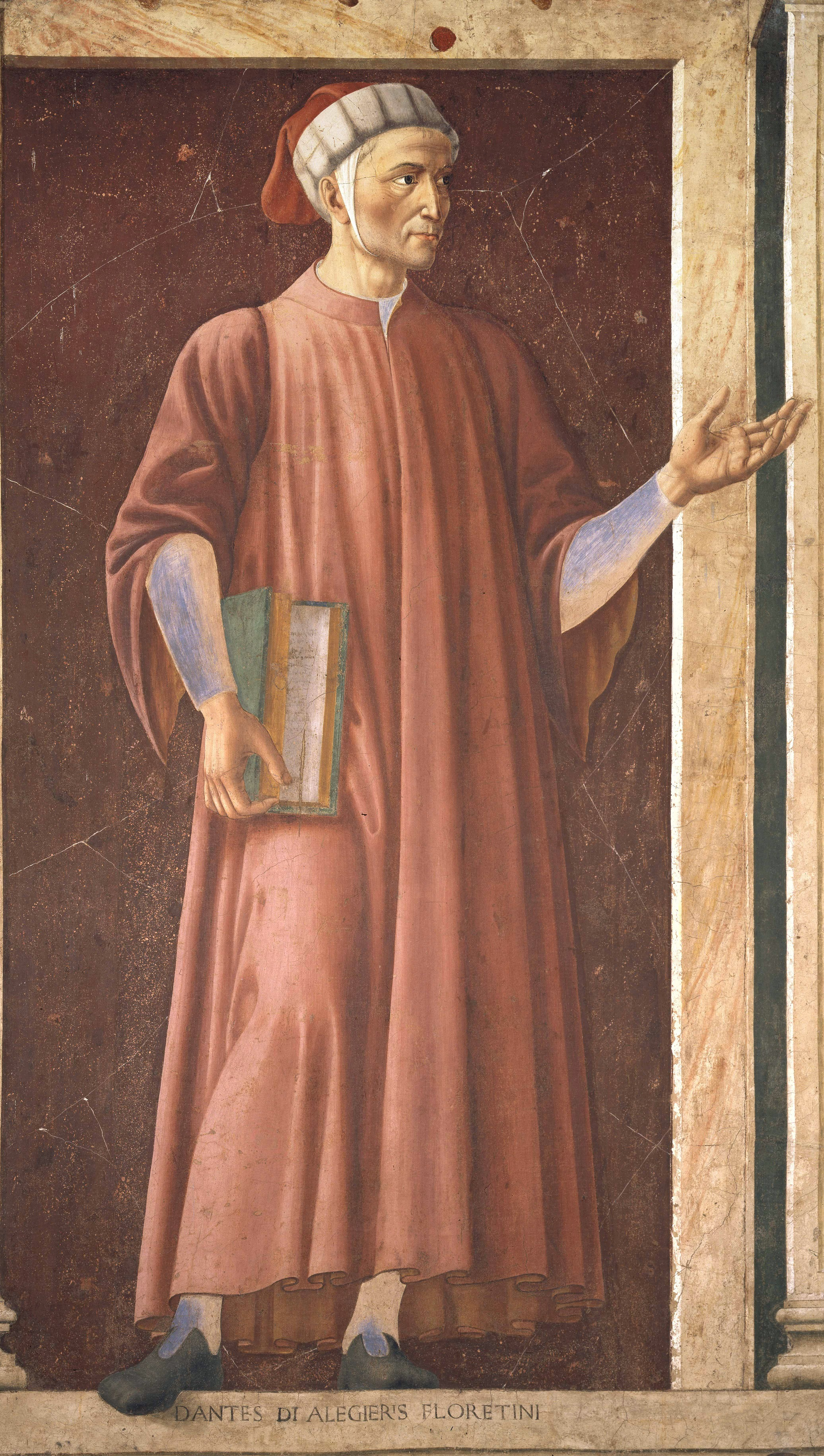
Dante, autor de la Divina Comèdia

La base de la llengua italiana moderna va ser establerta per primera vegada amb les obres del poeta florentí, Dante Alighieri, l'obra més gran del qual és considerada una de les obres literàries més importants de l'Europa medieval: la Divina Comèdia. Altres escriptors i poetes reconeguts són Giovanni Boccaccio, Giacomo Leopardi, Alessandro Manzoni, Torquato Tasso, Ludovico Ariosto i Francesco Petrarca, el vehicle d'expressió dels quals va ser inventat a Itàlia: el sonet. Alguns filòsofs prominents foren Giordano Bruno, Ficino, Machiavelli, i Giambattista Vico. Algunes figures literàries modernes i premis Nobel són el poeta nacionalista Giosuè Carducci (1906), l'escriptora realista Grazia Deledda (1926), l'autor d'obres de teatre Luigi Pirandello (1936), els poetes Salvatore Quasimodo (1959) i Eugenio Montale (1975), i el satirista i autor d'obres de teatre Dario Fo (1997).

### Ciència

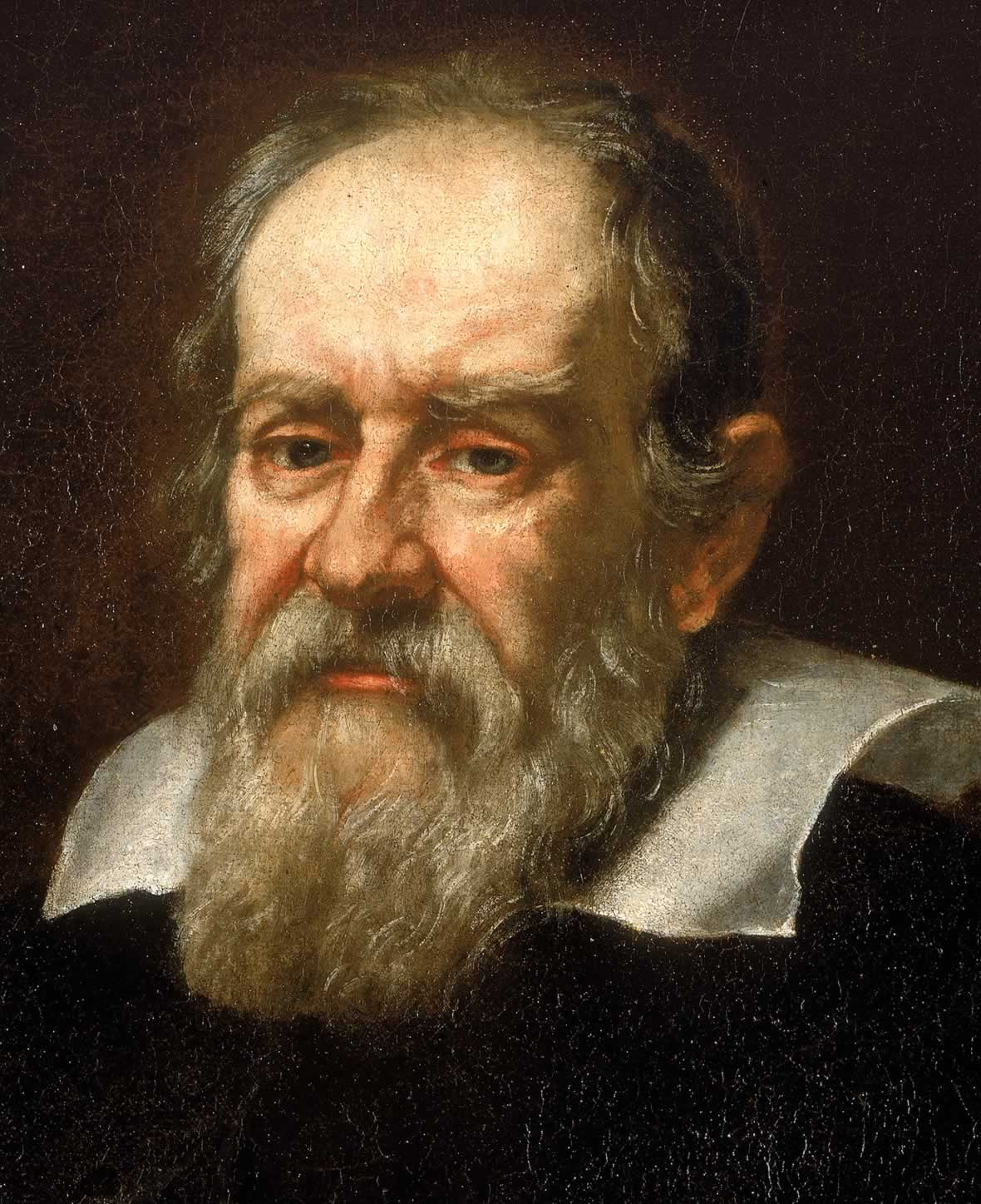
Galileo.

En la ciència, Galileo Galilei va realitzar importants avanços cap a la revolució científica, i Leonardo da Vinci és l'epítom de l'enginyer renaixentista.
Itàlia ha estat la llar de diversos científics i inventors de gran renom: Enrico Fermi, un dels pares de la Mecànica quàntica i cap del Projecte Manhattan; l'astrònom Giovanni Domenico Cassini; el físic Alessandro Volta, inventor de la bateria elèctrica; els matemàtics Joseph Louis Lagrange i Fibonacci; el premi Nobel de física Guglielmo Marconi inventor de la ràdio; i Antonio Meucci, inventor del telèfon.

### Música
La música ha tingut un paper molt important en la cultura italiana, sigui la música popular o la música acadèmica. Com a origen de l'òpera, Itàlia va proveir molts dels fonaments de la música tradicional acadèmica o clàssica. Els instruments que se n'associen, com ara el piano i el violí, hi foren inventats, i moltes de les formes musicals clàssiques tenen llurs arrels en les innovacions de la música italiana dels segles xvi i xvii, com ara la simfonia, el concert, i la sonata. Entre els compositors italians més reconeguts es troben els renaixentistes Giovanni Pierluigi da Palestrina i Claudio Monteverdi; els barrocs Alessandro Scarlatti, Arcangelo Corelli i Antonio Vivaldi, els clàssics Niccolò Paganini i Gioacchino Rossini; i els romàntics Giuseppe Verdi i Giacomo Puccini. Els compositors contemporanis italians, com ara Luciano Berio i Luigi Nono han contribuït significativament en el desenvolupament de la música electrònica i experimental.

### Esports
El futbol és l'esport més popular a Itàlia. La selecció nacional de futbol masculina s'ha imposat en 4 ocasions a la Copa del Món de futbol (1934, 1938, 1982, 2006) i una a l'Eurocopa de futbol (1968). En canvi, la femenina no ha aconseguit mai cap dels principals títols de futbol.
Altres esports populars, tot i que amb menor seguiment, són el bàsquet -dos cops campions del Campionat europeu masculí (1983 i 1999) i un cop del femení (1938)-, el voleibol -vencedors del Campionat del Món femení (2002) i masculí (1990, 1994, i 1998); 8 cops de la Lliga Mundial masculina-, el waterpolo -tres medalles d'or als Jocs Olímpics masculins i una al femení, 4 cops campions del Mundial masculí i 2 del femení i 3 cops campions del campionat d'Europa masculí i 5 del femení- i el rugbi, especialment des que es va incorporar al Torneig de les Sis Nacions el 2000. Els esports d'hivern també són molt populars al nord.

### Festes
| Dates          | Nom en català                          | Nom local                                  | Notes |
| -------------- | -------------------------------------- | ------------------------------------------ | ----- |
| 1 de gener     | Solemnitat de Santa Maria, Mare de Déu | Solennità di Maria Santissima Madre di Dio |       |
| 1 de gener     | Any nou                                | Capodanno                                  |       |
| 6 de gener     | Epifania                               | Epifania                                   |       |
| Mòbil          | Diumenge de Pasqua                     | Pasqua                                     |       |
| Mòbil          | Dilluns de Pasqua                      | Lunedì dell'Angelo                         |       |
| 25 d'abril     | Aniversari de l'alliberament           | Anniversario della Liberazione             | 1945  |
| 1 de maig      | Dia de treball                         | Festa del Lavoro                           |       |
| 2 de juny      | Dia de la República                    | Festa della Repubblica                     | 1946  |
| 15 d'agost     | Dia de l'assumpció                     | Ferragosto                                 |       |
| 1 de novembre  | Diada de Tots Sants                    | Tutti i Santi                              |       |
| 8 de desembre  | Immaculada Concepció                   | Immacolata Concezione                      |       |
| 25 de desembre | Nadal                                  | Natale                                     |       |
| 26 de desembre | Sant Esteve                            | Santo Stefano                              |       |
| 31 de desembre | Cap d'any                              | San Silvestro                              |       |

## Història

### De la prehistòria a la Magna Grècia
Les excavacions arqueològiques arreu del territori italià mostren que la presència humana data del període Paleolític, fa 200.000 anys. Durant els segles vii i viii es van establir colònies gregues en diverses àrees de la costa occidental de la mar Negra, Sicília i Marsella. Els romans van anomenar el territori conjunt de la Sicília i el sud de la península Itàlica, la "Magna Grecia", ja que era habitada principalment per immigrants o descendents grecs.

### Antiga Roma

El Colosseu de Roma

La Roma antiga va ser una civilització que va créixer a partir d'una comunitat agrícola fundada a prop del segle viii fins a convertir-se en un imperi colossal que s'estenia per tot el mediterrani. Durant la seva existència de dotze segles, la civilització romana va evolucionar d'una monarquia a una república basada en una combinació d'oligarquia i democràcia cap a l'imperi autocràtic. Va dominar l'Europa Occidental, i tota l'àrea que envolta la mar mediterrània, per mitjà de les conquestes i l'assimilació cultural.
"Itàlia", durant la República i l'Imperi romans, va ser el nom de la península Itàlica. Durant l'època de la República Romana, Itàlia (que s'estenia des de Rubicó a Calàbria) no era una província sinó el territori de la ciutat de Roma i, per tant, gaudia d'un estatus especial; per exemple, els comandants militars no hi podien entrar amb llurs exèrcits, l'entrada de Juli Cèsar amb les seves legions va provocar el començament de la guerra civil.
A partir del segle iii, l'Imperi Romà va entrar en decadència. L'Imperi Romà d'Occident, que incloïa Hispània, Gàl·lia i Itàlia es va dividir en diversos regnes el segle v. L'Imperi Romà d'Orient, governat des de la ciutat de Constantinoble, va sobreviure després de la caiguda de Roma, el 476 dC, data que també marca el començament de l'edat mitjana.

### Edat mitjana

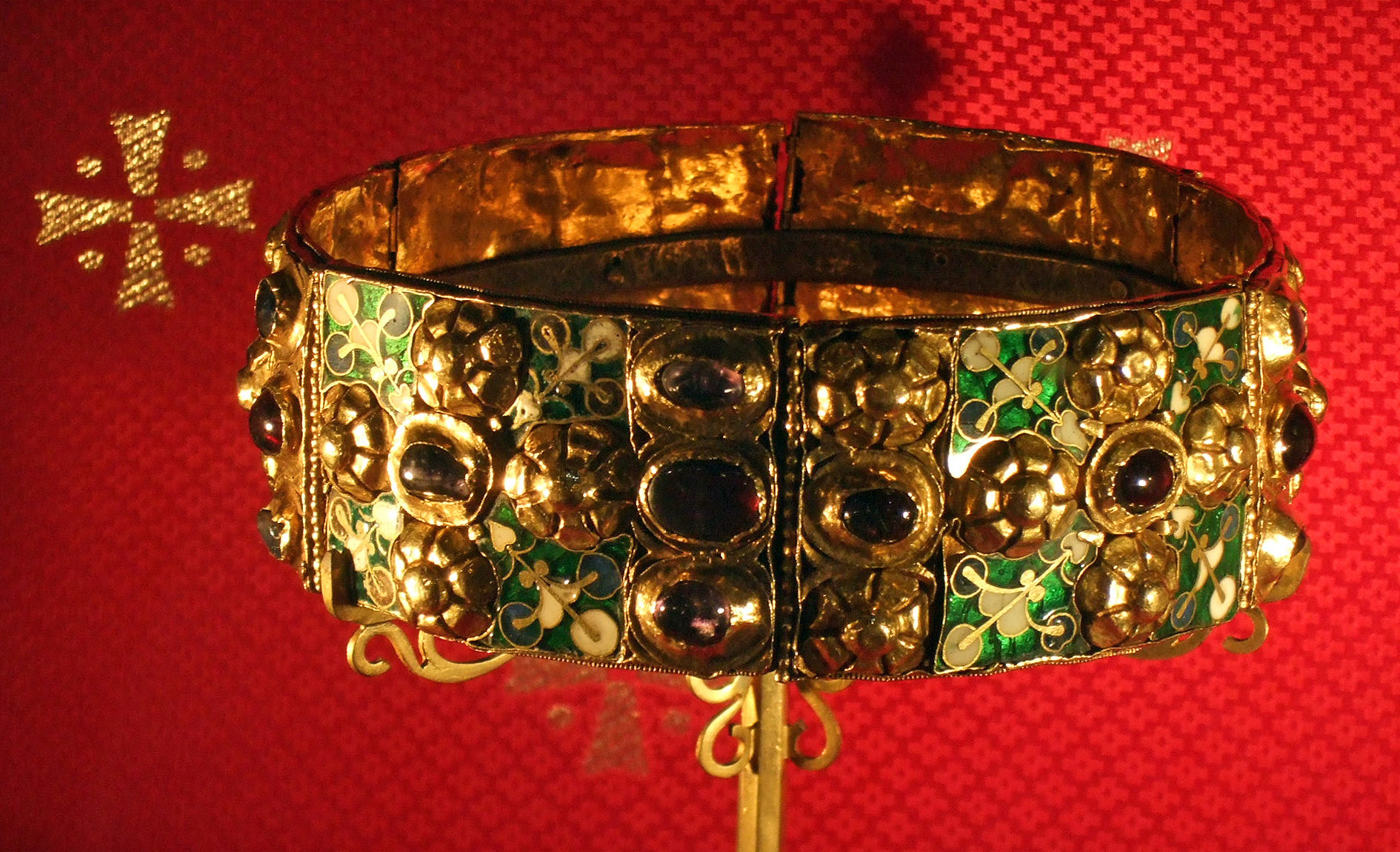
La corona fèrria de Llombardia

Els longobards van crear un Regne d'Itàlia que va sobreviure fins al 744, data en què va ser conquerit pels francs.
Al segle vi l'emperador Justinià I va reconquerir Itàlia dels ostrogots. La invasió d'una nova onada de tribus germàniques, els llombards, van condemnar aquest assaig de ressuscitar l'Imperi Romà d'Occident, però les repercussions del fracàs de Justinià van perdurar amb el temps. Durant els tretze segles posteriors, quan les nacions-estats van sorgir al nord dels Alps, l'estructura política d'Itàlia era una xarxa de ciutats estats feudals, tiranies petites i d'invasors estrangers. Els estats medievals italians més importants van ser el Regne de Sicília, els Estats Papals, el Ducat de Milà i la República de Venècia.
Durant diversos segles els successors de Justinià van convertir-se en una força tenaç en la política italiana, prevenint que altres potències com ara els àrabs, el Sacre Imperi Romanogermànic, o el papat hi formessin un regne italià unificat, i alhora sense aconseguir recrear la Itàlia romana. Altres imperis transalpins van aconseguir dominar diverses regions d'Itàlia. I encara que el seu domini va ser temporal, i la Itàlia com a Estat unificat no es va formar sinó fins al segle xix.
Cap dels imperis transalpins van assolir la unificació d'Itàlia, ja que el seu èxit amenaçava la supervivència de les potències medievals d'Itàlia: l'Imperi Romà d'Orient, el papat i els normands. Aquests últims, i els descendents dels llombards, es van oposar a la formació de qualsevol ordre polític dominant sobre Itàlia.

### Comuns i senyorius

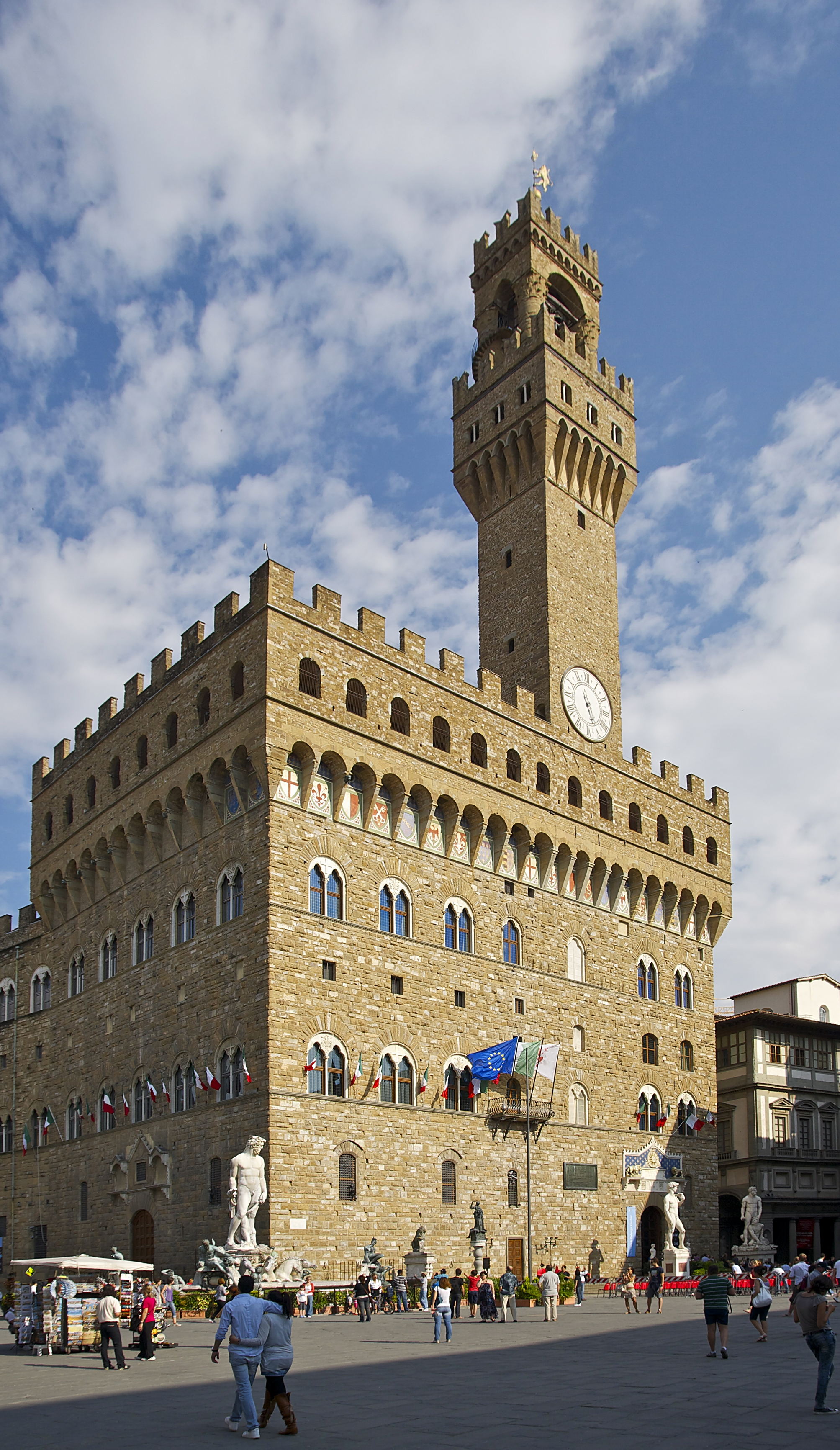
Palazzo Vecchio, originalment conegut com el Palazzo della Signoria.

L'aixecament dels senyorius és una fase de la història italiana associada amb el declivi del sistema comunal medieval de govern i el sorgiment de l'estat dinàstic.. En aquest context la paraula senyoriu (it. signoria), es fa ús en oposició a la institució del comú (it. commune) o de la ciutat-república.
De fet, els observadors i historiadors contemporanis consideren l'aixecament dels senyorius com una reacció al fracàs dels comuns per a mantenir la llei i l'ordre i suprimir la discòrdia civil. Enmig de les condicions anàrquiques que dominaven les ciutats estats medievals italianes, el poble cercava homes forts per restaurar-hi l'ordre i controlar les elits feudals.
En temps d'anarquia o crisi, les ciutats oferien el senyoriu als individus que consideraven prou forts per salvar l'estat. Per exemple, l'estat tuscà de Pisa va oferir el senyoriu a Carles VIII de França, amb l'esperança que ell protegís la seva independència del seu enemic Florència.

### Repúbliques Marítimes

Insígnia de la Marina italiana que mostra els escuts d'armes de les quatre repúbliques marítimes principals: Venècia, Gènova, Pisa i Amalfi.

Itàlia, durant aquest període, va ser famosa per les seves repúbliques mercantils: la República de Florència i les Repúbliques Marítimes. Eren ciutats estats organitzades com a repúbliques, en el sentit que eren formalment independents, encara que la majoria es van originar a partir de territoris que pertanyien abans a l'Imperi Romà d'Orient. Totes aquestes ciutats, durant la seva època independent, tenien sistemes de govern similars, que no idèntics, en què les classes mercantils hi tenien molt poder. Encara que en la pràctica eren oligàrquiques i s'assemblen molt poc a les democràcies modernes, la llibertat política relativa va permetre el desenvolupament acadèmic i artístic.
Les quatre Repúbliques Marítimes clàssiques foren la República de Venècia, Gènova, Pisa i Amalfi, i sempre es presenten en aquest ordre que mostra la seqüència temporal del seu domini. Tanmateix, altres pobles d'Itàlia també van ser, en un període, repúbliques marítimes, encara que amb menys importància, com ara Gaeta, Molfetta, Trani i a Dalmàcia, sota la influència italiana Ragusa i Zara.
La República de Venècia i Gènova es van convertir en la porta del comerç amb l'Orient i productors de vidre venecià, mentre que Florència era la capital de la seda, la llana, els bancs i la joieria. La riquesa que van comportar aquestes activitats van tenir com a resultat que molts projectes artístics públics i privats de gran envergadura podien ser finançats. Les Repúbliques Marítimes també van contribuir significativament en les Croades, amb suport econòmic però sobretot prenent avantatge de les oportunitats polítiques i comercials que resultaven d'aquestes guerres. La Quarta Croada, que nominalment volia alliberar Jerusalem, de fet, també incloïa l'intent de conquesta de Zara i Constantinoble per Venècia.
Cada una de les Repúbliques Marítimes en el temps tenia control de diverses terres d'ultramar, com ara moltes de les illes de la mar Mediterrània, especialment de Sardenya i Còrsega, així com les terres de la mar Adriàtica i les terres de l'Orient Pròxim i el nord d'Àfrica.
En aquesta època la corona d'Aragó va annexionar diversos territoris del sud d'Itàlia i de Sardenya, com a potència mercantil i marítima. La ciutat de l'Alguer va ser repoblada amb immigrants catalans, i fins a l'actualitat la ciutat ha conservat la cultura i la llengua catalanes.

### Renaixement

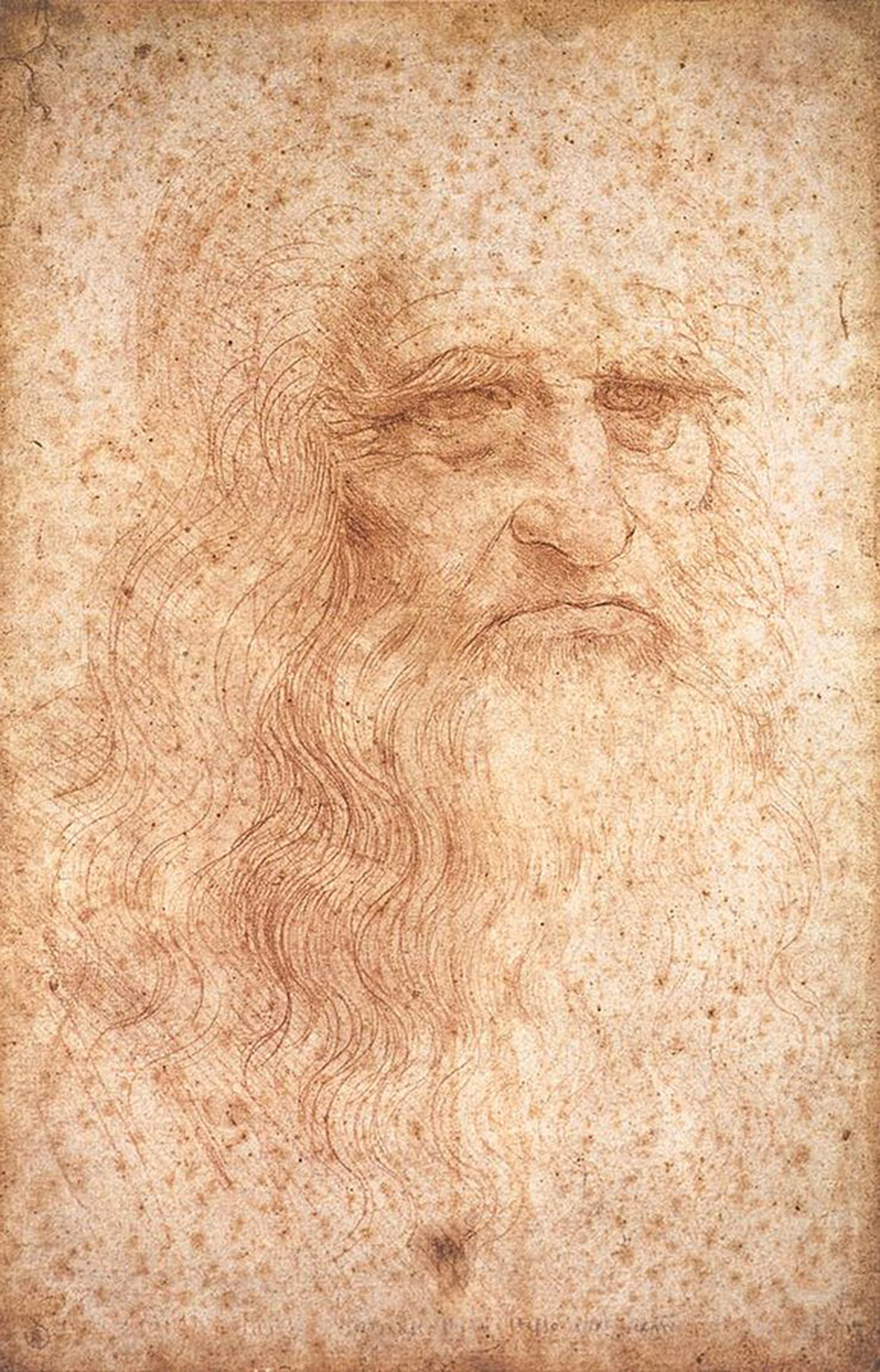
Leonardo Da Vinci, renaixentista italià.

Alguns historiadors han suggerit que l'estructura política excepcional de la Baixa edat mitjana va permetre el sorgiment d'una eflorescència cultural única. Itàlia era dividida en petites ciutats estats i altres territoris. El Regne de Nàpols controlava el sud, la República de Florència i els Estats Papals controlaven el centre, Gènova i el Ducat de Milà el nord i l'oest, i la República de Venècia l'est. La Itàlia del segle xvi era un dels territoris més urbanitzats d'Europa. La majoria dels historiadors concorden en què les idees que van caracteritzar el Renaixement van tenir el seu origen a la Florència del segle xiii, en especial amb els escrits de Dante Alighieri (1265-1321) i Francesco Petrarca (1304-1374), així com les pintures de Giotto di Bondone (1267-1337).
El Renaixement va rebre el seu nom en referència al nou naixement d'algunes idees clàssiques que s'havien perdut a Europa. S'ha argumentat que el catalitzador d'aquest renaixement va ser el descobriment d'alguns texts antics que la civilització occidental havia oblidat, però que van ser preservats dins algunes biblioteques de monestirs i pel món musulmà i la traducció dels antics texts del grec i l'àrab al llatí.
Els humanistes renaixentistes com ara Niccolò de' Niccoli i Poggio Bracciolini van recórrer les biblioteques a la recerca de les obres dels autors clàssics com ara Plató, Ciceró i Vitruvi. Les obres dels escriptors de l'antiga Grècia i de la Grècia Hel·lenística així com dels científics musulmans van ser importats al món cristià postmedieval.
La Pesta Negra de 1348 va afectar greument Itàlia, matant un terç de la població total. Amb la recuperació del desastre, les ciutats van ressorgir com a centres de comerç.

### Domini estranger (delseglexvialseglexix)

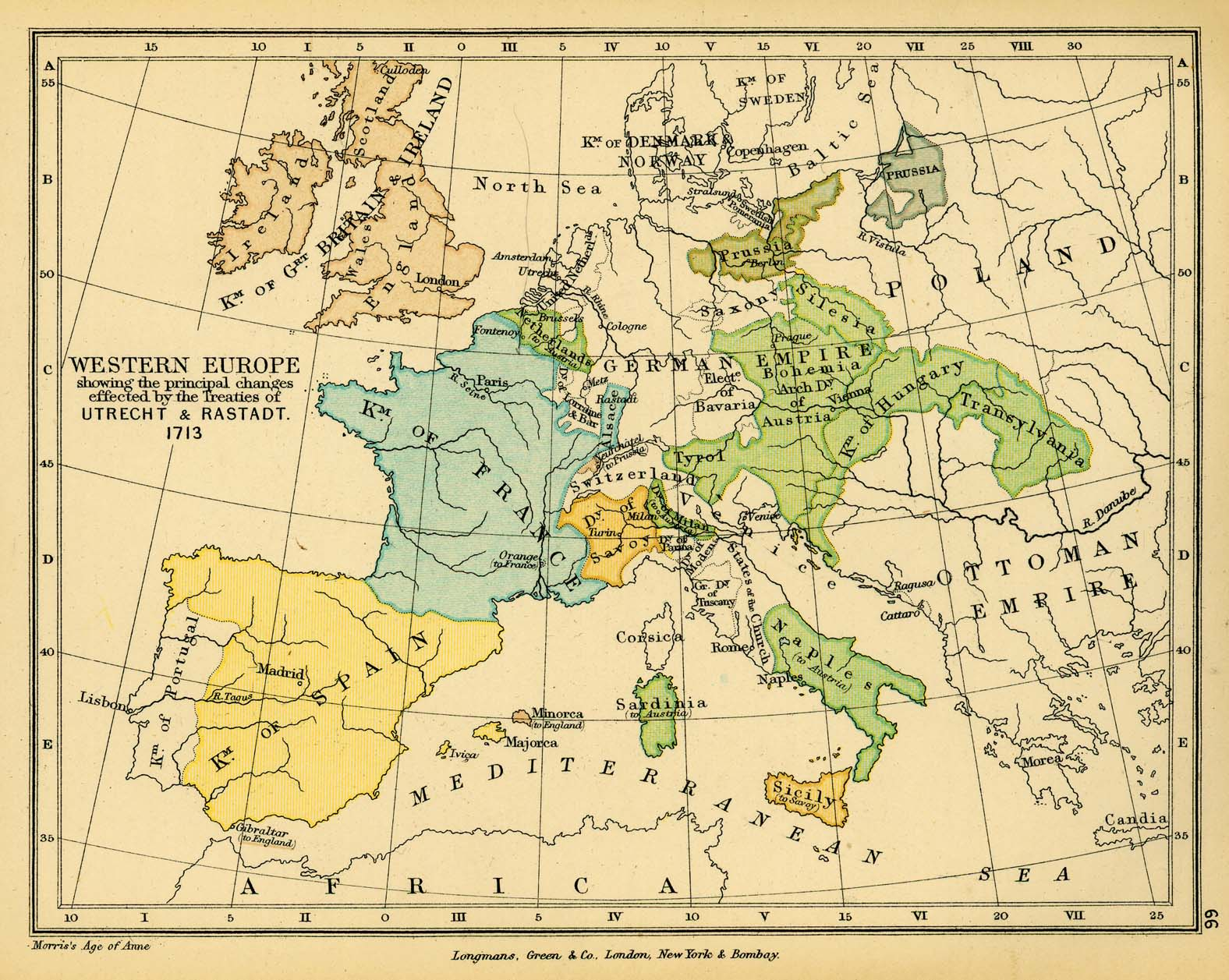
Un mapa que mostra les fronteres de l'Europa Occidental després dels Tractats d'Utrecht i Rastatt

Després d'un segle d'un sistema polític fragmentat, en què els petits Estats italians i els principats havien pogut mantenir una independència relativa i el balanç de poder en la península, el 1494 el rei francès Carles VIII va començar la primera d'una sèrie d'invasions que es va estendre per tota la primera meitat del segle xvi; una competència entre França i Espanya per la possessió del territori italià. Al final, Espanya va dominar (el Tractat de Cateau-Cambresis de 1559 va reconèixer la possessió espanyola del Ducat de Milà i el Regne de Nàpols) i per gairebé dos segles es va convertir en la força política dominant d'Itàlia. La Santa Aliança entre Espanya sota la casa d'Habsburg i la Santa Seu va tenir com a resultat la persecució sistemàtica de qualsevol moviment protestant, que al seu torn va fer que la península romangués catòlica amb poca o nul·la presència protestant. El control espanyol d'Itàlia va comportar l'aplicació d'impostos molt elevats en conjunció amb una administració lenta i sovint ineficient.
Àustria va succeir Espanya com a principal potència a controlar Itàlia després del Tractat d'Utrecht (1713), adquirint Milà i el Regne de Nàpols. El domini austríac, contemporani amb la Il·lustració promoguda pels emperadors d'Habsburg, va produir un millorament considerable de les condicions socials. La regió del nord d'Itàlia, sota el control de Viena va recuperar el seu dinamisme econòmic i el fervor intel·lectual.
La Revolució Francesa i les Guerres napoleòniques (1796-1815) van introduir les idees d'igualtat, democràcia, llei i nació a Itàlia. La península ja no era el camp de batalles del passat, però Napoleó (que va néixer a Còrsega el 1769, un any després de la cessió de l'illa de Gènova a França) va canviar completament el mapa polític, destruint el 1799 la República de Venècia, la qual mai no recuperaria la seva independència. Els Estats creats per Napoleó amb el suport de grups minoritaris de patriotes italians van ser efímers i no van sobreviure a la derrota de l'emperador francès el 1815.

### Risorgimento(1848-1870)

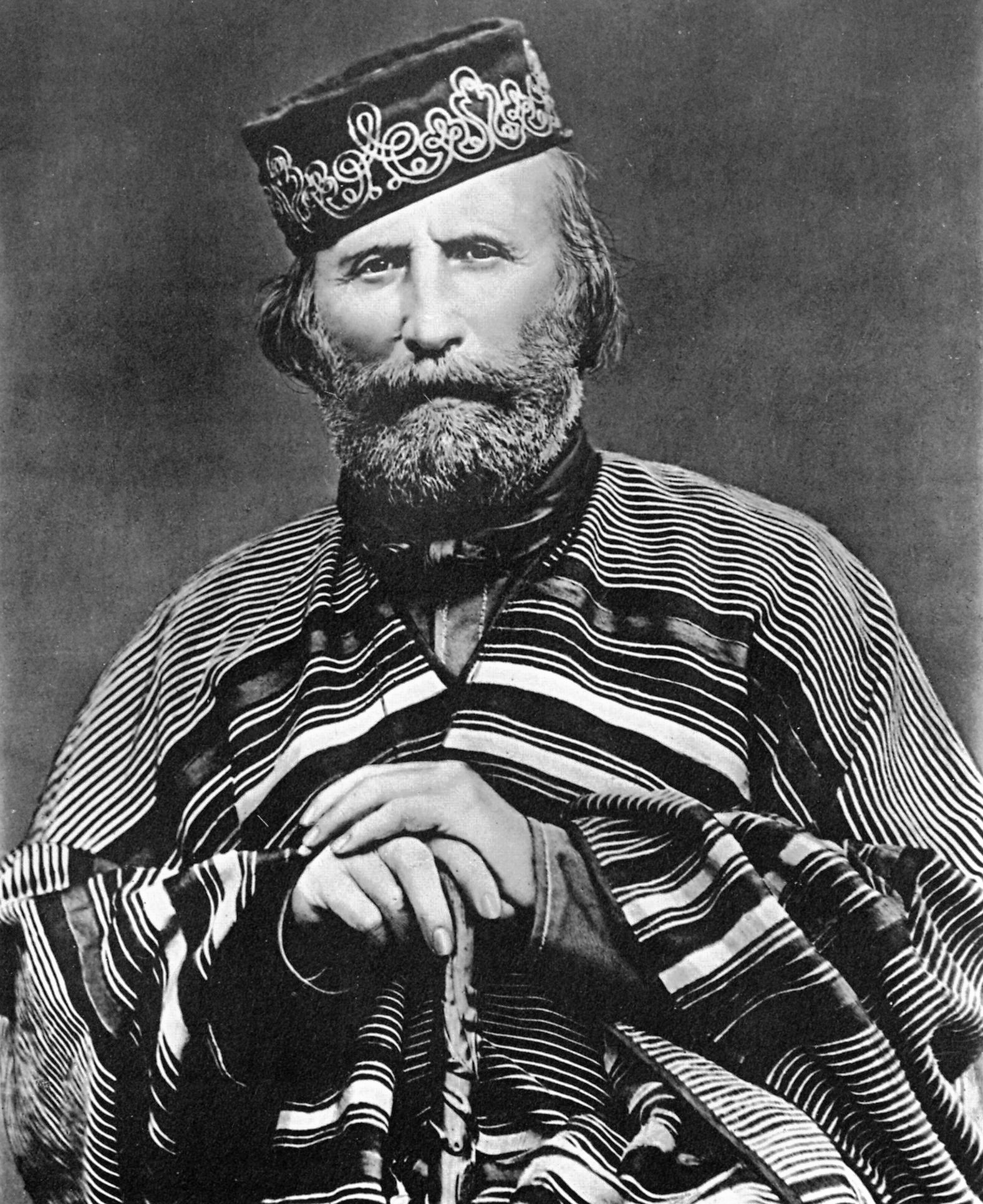
Giuseppe Garibaldi

La creació del Regne d'Itàlia va ser el resultat dels esforços coordinats entre els nacionalistes italians i els monàrquics lleials a la Casa de Savoia, per a establir un regne unit que abastés la península italiana sencera.
El Regne de Sardenya-Piemont es va industrialitzar a partir de 1830. Una constitució, l'Estatut Albertí va ser promulgat en un any de revolucions, el 1848, sota la pressió liberal. En aquest temps, es va declarar la primera guerra d'independència italiana d'Àustria. Després dels èxits inicials, tanmateix, el Regne de Sardenya va perdre.
Després de les revolucions de 1848, el líder aparent de la unificació italiana va ser el nacionalista Giuseppe Garibaldi. Garibaldi era popular amb els italians del sud. Ell va encapçalar el moviment d'unificació republicana al sud, però la monarquia del nord d'Itàlia també tenia l'ambició d'establir un Estat italià unificat. Encara que el regne no tenia cap connexió física amb Roma (considerada la capital natural d'Itàlia), va reptar, amb èxit, l'Imperi Austríac durant la Segona guerra de la independència italiana, alliberant Llombardia i Venècia del domini austríac. El regne també va concretar aliances importants que li van permetre millorar les possibilitats de reunificar Itàlia, com ara l'aliança amb el Regne Unit i França en la Guerra de Crimea.
El 1866 el primer ministre prussià Otto von Bismarck va oferir a Victor Emmanuel II una aliança amb el seu regne en la Guerra Austro-Prussiana prometent l'annexió de Venècia a Itàlia, aleshores controlada per Àustria. El rei Emmanuel va acceptar, la qual cosa va marcar la Tercera guerra d'independència italiana. Després de la victòria dels aliats i l'annexió de Venècia, l'únic obstacle major a la reunificació era Roma.
El 1870 Prússia va declarar la guerra a França en la Guerra Franco-Prussiana. Per tal de fer-ne front, França va abandonar les seves possessions a Roma. Itàlia es va beneficiar de la victòria prussiana per prendre el control dels Estats Papals de l'autoritat francesa. La unificació italiana s'havia completat, i poc després la capital d'Itàlia es va moure a Roma.

### Del liberalisme al feixisme (1870-1922)
Al nord d'Itàlia, la industrialització i la modernització havien començat durant l'última meitat del segle xix. El sud, al mateix temps, era sobrepoblat, la qual cosa va forçar l'emigració massiva de milions de persones cap a altres regions d'Europa i d'Amèrica principalment als Estats Units, l'Argentina, l'Uruguai i el Brasil.
La democràcia parlamentària es va desenvolupar ràpidament durant el segle xx. L'Estatut Albertí de 1848 es va estendre per incloure tot el Regne d'Itàlia el 1861 atorgant les llibertats bàsiques, però les lleis electorals excloïen les classes sense propietats i educació del dret al vot. El 1913 es va aprovar el sufragi universal per als homes. El Partit Socialista es va convertir en el partit polític principal.
A partir de les últimes dues dècades del segle xix, Itàlia va prendre possessions d'ultramar, com ara les colònies de Somàlia Italiana i Eritrea i va intentar sense èxit annexionar-se Etiòpia (Primera Guerra Italo-Etíop). A més, el 1911, el govern de Giovanni Giolitti va enviar forces per ocupar Líbia. Itàlia va declarar la guerra a l'Imperi Otomà (Guerra italo-turca (1911-1912)). L'annexió de Líbia i del Dodecanese (un grup d'illes de la mar Egea) va fer el fonament dels nacionalistes per a advocar pel domini d'Itàlia per tot el mediterrani i l'annexió de Grècia i la regió de Dalmàcia.
El camí cap a la democràcia liberal moderna va ser interromput per la Primera guerra mundial (1914-1918). Al començament, Itàlia va romandre neutral, però el 1915, sota la pressió del Regne Unit i França, Itàlia va signar el Pacte de Londres fent-se un aliat. A canvi de la seva participació, els altres dos Estats van prometre que en finalitzar la guerra, Itàlia rebria Trento, Trieste, Istria, Dalmàcia i alguns territoris de l'actual Turquia. Itàlia va derrotar l'Imperi Austrohongarès el novembre de 1918. Durant la guerra, tanmateix, 600.000 italians van morir i l'economia es va col·lapsar amb altes taxes d'inflació i d'atur. En el Tractat de pau, Itàlia només va rebre Trento, Trieste i Istria però no pas totes les terres promeses en el Pacte de Londres, de manera que la victòria va ser considerada com a victòria "mutilada". Després de la Guerra Greco-Turca de 1919-1922, Itàlia va annexar formalment el Dodecanès, territori que havia ocupat durant la guerra.

### Feixisme i la Segona Guerra Mundial (1922-1945)

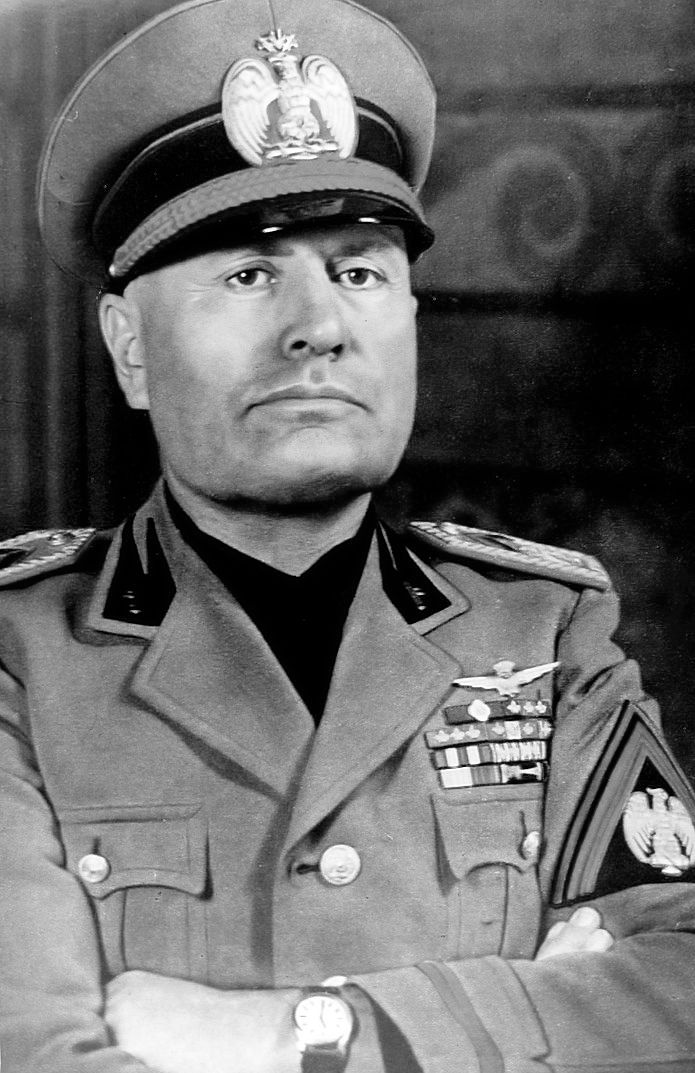
Benito Mussolini, "Il Duce"

Després de la devastació de la Primera Guerra Mundial, molts treballadors italians es van unir a les vagues generals per demanar més drets i millors condicions laborals. Alguns, inspirats per la Revolució Russa, van començar a prendre les fàbriques, els molins, les granges i altres llocs de feina. Els liberals, amb por d'una revolució socialista, van donar el seu suport al petit Partit Nacional Feixista encapçalat per Benito Mussolini que reaccionaria violentament a les vagues amb la milícia mentre que el govern parlava moderadament d'aquestes accions. Després de diversos anys de lluita, l'octubre de 1922 els feixistes van planejar un cop d'Estat (la Marcia su Roma, "Marxa a Roma"). Les forces feixistes eren inferiors, però el rei va ordenar l'exèrcit que no intervengués, aliant-se amb Mussolini i convencent el partit liberal de permetre un govern dirigit pels feixistes. Durant els anys següents, Mussolini (conegut com Il Duce, "el líder"), va eliminar tots els partits polítics (incloent-hi els liberals) i va restringir les llibertats personals sota el pretext de la "prevenció d'una revolució".
El 1935, Mussolini va declarar de nou la guerra a Etiòpia (Segona Guerra Italo-Etíop) la qual va ser subjugada en pocs mesos, una acció que va tenir com a resultat l'aïllament d'Itàlia dels seus aliats tradicionals, França i el Regne Unit, i alhora l'oportunitat de donar suport a l'Alemanya nazi. Es va signar un primer pacte amb Alemanya el 1936 i un altre el 1938. Itàlia va donar suport a Francisco Franco en la Guerra Civil espanyola i a l'annexió alemanya d'Àustria. L'octubre de 1939 Mussolini va reunir el Regne Unit, França i Alemanya en el Tractat de Múnic.

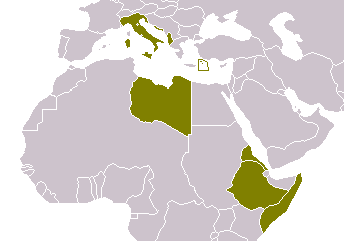
L'imperi italià el 1940

El 7 d'abril, 1939, Itàlia va ocupar Albània (Invasió italiana d'Albània), un protectorat de-facto per moltes dècades, però, el setembre del mateix any, després de la invasió de Polònia, Mussolini va decidir no participar en la guerra al costat d'Alemanya, atesa la preparació pobra de les forces armades. Itàlia va entrar a la guerra el 1940, ja que França havia estat vençuda. Mussolini esperava que Itàlia podria guanyar en poc temps.
Itàlia va envair Grècia l'octubre de 1940 des d'Albània; però va haver-se'n de retirar a causa de la forta resistència hel·lena, fet que va forçar que Alemanya envaís l'Hèl·lade. Posteriorment, va conquerir la Somàlia Britànica; però, després d'un contraatac dels Aliats, Itàlia va perdre tot el seu imperi a l'Àfrica, ja que va ser derrotada per les forces aliades al nord d'Àfrica i va salvar-se només gràcies al suport alemany encapçalat per Erwin Rommel.
Després de diverses derrotes, Itàlia va ser envaïda el juny de 1943 des de Sicília. El rei Víctor Manuel i un grup de feixistes es van oposar a Mussolini i, el juliol de 1943, el dictador feixista va ser arrestat. Amb el ressorgiment dels antics partits polítics no feixistes, es van realitzar negociacions de pau secretes amb els aliats. El setembre de 1943 Itàlia es va rendir. Immediatament, Alemanya va envair Itàlia i el territori va estar dividit per dos anys convertint-se en un camp de batalla. La secció ocupada pels Nazis es va reconstruir un Estat feixista sota el poder de Mussolini, va ser un camp de batalla entre els partisans italians (els partigiani) i les tropes nazis i feixistes. Itàlia va ser finalment alliberada el 25 d'abril, 1945.

### La Primera República (1946-1992)
El 1946 el fill de Víctor Manuel III, Humbert II d'Itàlia va prendre el tron. Tanmateix, Itàlia va ser constituïda com a república després d'un referèndum portat a terme el 2 de juny, 1946, dia que se celebra cada any com la Diada de la República. Aquestes foren les primeres eleccions en què les dones van poder votar. La república va guanyar amb un marge del 9 per cent. Es va aprovar una constitució republicana que va entrar en vigor l'1 de gener, 1948.
Sota el Tractat de Pau de París de 1947, una àrea de la frontera oriental va ser annexionada per Iugoslàvia. El 1954 el territori lliure de Trieste va ser dividit entre els dos Estats. El 1949 Itàlia es va fer aliat dels Estats Units per la qual cosa va rebre suport econòmic sota el Pla Marshall. A més a més, Itàlia es va fer membre fundador de la Comunitat Econòmica Europea, que després esdevindria la Unió Europea. Entre el 1950 i el 1960 el país va créixer econòmicament.
La situació política es va agreujar entre els anys setanta i vuitanta. Aquest període va ser caracteritzat pels conflictes socials i actes terroristes portats a terme per moviments extraparlamentaris. L'assassinat del líder de la Democràcia Cristiana, Aldo Moro va ocórrer al final del compromís històric entre els demòcrates cristians i el Partit Comunista Italià. El 1980, per la primera vegada, es van formar dos governs consecutius encapçalats per un republicà i socialista, Benito Craxi, en comptes d'un membre de la Democràcia Cristiana.

### Segona República (1992 fins a l'actualitat)
De 1992 a 1997 Itàlia es va enfrontar a diversos reptes atesa la paràlisi política, la grandària del deute del govern, la corrupció i el crim organitzat i la seva influència; els ciutadans anomenaren la situació política com el Tangentopoli. El Tangentopoli va ser investigat judicialment per les mani pulite, "les mans netes"; els ciutadans van demanar més reformes polítiques, econòmiques, socials i ètiques. Els escàndols del Tangentopoli incloïen tots els partits polítics importants, però sobretot aquells en la coalició de govern. La Democràcia Cristiana va entrar en crisi i es va dissoldre, separant-se en diversos altres partits; el Partit Socialista Italià es va dissoldre per complet.
En les eleccions de 1994 Silvio Berlusconi va ser elegit com a primer ministre, però el desembre del mateix any, va ser destituït, ja que la Lega Nord ("Lliga Nord") va retirar el seu suport al seu govern. Va ser succeït per Lamberto Dini fins al 1996. L'abril del mateix any, en les eleccions nacionals, Romano Prodi, d'una coalició de centreesquerra va guanyar les eleccions, i el seu primer govern va ser el tercer més llarg de la història, però va ser remogut en perdre el vot de confiança per tres vots el 1998. Un nou govern de Demòcrates d'Esquerra es va formar sota Massimo d'Alema, però el 2000 va renunciar i va ser succeït per Giuliano Amato. El 2001, la coalició de Silvio Berlusconi va guanyar, i va romandre en el poder per un mandat complet de cinc anys, el període més llarg de govern des de la fi de la II Guerra Mundial. En les eleccions del 2006, Prodi va retornar al govern, guanyant amb només per 0,06% més dels vots.